# Flamenne
La Flamenne è un fiume francese, che nasce a Feignies e scorre nel dipartimento del Nord. Lungo 8,5 km, si getta nella Sambre.